# 육계나무
육계나무(肉桂-)는 녹나무속의 상록수이다.
나무 껍질을 계피로 쓴다.

## 같이 보기
- 한약